# Walim (gemeente)
De gemeente Walim is een landgemeente in het Poolse woiwodschap Neder-Silezië, in powiat Wałbrzyski.
De zetel van de gemeente is in Walim. Een ander dorp binnen de gemeente is Rzeczka.
Op 30 juni 2004 telde de gemeente 5751 inwoners.

## Oppervlakte gegevens
In 2002 bedroeg de totale oppervlakte van gemeente Walim 78,75 km², waarvan:
- agrarisch gebied: 53%
- bossen: 38%

De gemeente beslaat 15,32 van de totale oppervlakte van de powiat.

## Demografie
Stand op 30 juni 2004:
| Omschrijving                   | Totaal | Totaal | Vrouwen | Vrouwen | Mannen | Mannen |
| ------------------------------ | ------ | ------ | ------- | ------- | ------ | ------ |
| eenheid                        | aantal | %      | aantal  | %       | aantal | %      |
| inwoners                       | 5751   | 100    | 2937    | 51,1    | 2814   | 48,9   |
| bevolkingsdichtheid (inw./km²) | 73     | 73     | 37,3    | 37,3    | 35,7   | 35,7   |

In 2002 bedroeg het gemiddelde inkomen per inwoner 1325,02 zł.

## Aangrenzende gemeenten
Głuszyca, Jedlina-Zdrój, Nowa Ruda, Pieszyce, Świdnica, Wałbrzych